# 大橋悠依
大橋 悠依（おおはし ゆい、1995年10月18日 - ）は、日本の元女子競泳選手である。専門は個人メドレー。イトマン東進所属。2021年開催の東京オリンピック 競泳 女子200m・400m個人メドレー 金メダリスト。滋賀県彦根市出身。東洋大学卒。

## 経歴・人物
滋賀県彦根市出身で、三姉妹の末っ子で姉の影響を受け、幼稚園時代に彦根イトマンスイミングスクールで水泳を始める。
彦根市立東中学校3年次に2010年ジュニアオリンピックの女子200m個人メドレーで優勝するなどの成績を挙げた。
滋賀県立草津東高等学校から平井伯昌率いる東洋大学に進学した。同大学に進学した陸上競技選手の桐生祥秀とは、高校3年生以来、ともに切磋琢磨している。
大学2年で出場した日本選手権は最下位の40位に終わるなど、膝の脱臼による故障や貧血に悩まされて記録が伸びなかったが、食生活を見直して体質改善を図った。大学の1年先輩である萩野公介らとスペインで高地合宿に参加し、萩野らの泳ぎの技術を学び、持久力もついた。
2016年4月の第92回日本選手権水泳競技大会兼リオデジャネイロオリンピック代表選考会400m個人メドレーで、高橋美帆、清水咲子に敗れて3位となりオリンピック出場を逸した。
2017年4月14日に第93回日本選手権水泳競技大会兼世界選手権代表選考会の400m個人メドレーで、4分31秒42の日本新記録で優勝した。清水咲子が保持していた同種目の日本記録を3秒24短縮した。7月の世界水泳選手権日本代表に内定した。
7月15日の200m個人メドレーで、150mまで寺村美穂に大きなリードを許したが自由形で逆転して優勝し、世界選手権2種目の代表に内定された。
7月24日に世界選手権女子200m個人メドレーで、決勝レースで自己ベストを2秒以上短縮する2分7秒91の日本新記録で銀メダルを獲得した。
2018年3月25日に東洋大学を卒業した。4月8日に第94回日本選手権水泳競技大会の400m個人メドレーで、4分30秒82の日本新記録で2年連続で優勝した。
2019年世界水泳選手権で、女子200m個人メドレーは泳法違反により失格となるも、400m個人メドレーで4分32秒33で3位となり、2大会連続でメダルを獲得した。
2021年7月25日、東京オリンピック女子400m個人メドレー決勝で金メダルを獲得した。同種目では2000年シドニーオリンピックで田島寧子の銀メダル以来、21年ぶりのメダル獲得となった。そして滋賀県出身者が個人競技で金メダルを獲得したのはこれが史上初である。 7月28日の女子200m個人メドレー決勝で金メダルを獲得。夏季オリンピックで日本人女子選手が同一大会で初めて2つの金メダルを獲得した。
東京オリンピック 競泳 女子200m・400m個人メドレーにおいて金メダルを獲得した功績をたたえ、2021年10月19日、滋賀県彦根市のJR彦根駅西口ロータリーに記念のゴールドポスト（第3号）が設置された（ゴールドポストプロジェクト）。
2024年パリオリンピックの競泳競技女子200メートル個人メドレーでは、準決勝に進出したが、2分10秒94のタイムで準決勝1組の6位、全体の12位となり決勝には進めなかった。

## 自己ベスト
長水路
| 個人種目 | 種目             | RT | 記録      | 樹立日        | 大会                         | 場所               | 備考     | 備考     |
| -------- | ---------------- | -- | --------- | ------------- | ---------------------------- | ------------------ | -------- | -------- |
| 個人種目 | 200m個人メドレー |    | 2分07秒91 | 2017年7月24日 | 2017年世界水泳選手権         | ドナウ・アレーナ   | 日本記録 | 日本記録 |
| 個人種目 | 400m個人メドレー |    | 4分30秒82 | 2018年4月8日  | 第94回日本選手権水泳競技大会 | 東京辰巳国際水泳場 | 日本記録 | 日本記録 |

短水路
| 個人種目 | 種目             | RT | 記録      | 樹立日         | 大会                   | 場所               | 備考     | 備考     |
| -------- | ---------------- | -- | --------- | -------------- | ---------------------- | ------------------ | -------- | -------- |
| 個人種目 | 200m個人メドレー |    | 2分03秒93 | 2020年11月14日 | 国際水泳リーグ         | ブダペスト         | 日本記録 | 日本記録 |
| 個人種目 | 400m個人メドレー |    | 4分22秒73 | 2018年11月10日 | ワールドカップ東京大会 | 東京辰巳国際水泳場 | 日本記録 | 日本記録 |

## 主な実績
小3　2004年度
- 春JO　10歳以下50m背泳ぎ152位 (36.66)[20]

小4　2005年度
- 夏JO　10歳以下50m背泳ぎ102位 (37.05)　50mバタフライ102位 (35.32)[21]
- 春JO　10歳以下50m背泳ぎ80位 (35.02)[22]

小5　2006年度
- 夏JO　10歳以下50m背泳ぎ41位 (35.65)　50mバタフライ21位 (33.16)[23]
- 春JO　11～12歳50m背泳ぎ132位 (33.30)[24]

小6　2007年度
- 夏JO　11～12歳50m背泳ぎ52位 (33.13)　50mバタフライ66位 (31.70)　200m個人メドレー65位 (2:34.62)[25]
- 春JO　11～12歳50m背泳ぎ27位 (31.36)　50mバタフライ58位 (30.80)　200m個人メドレー53位 (2:28.25)[26]

彦根市立東中学校1年　2008年度
- 夏JO　11～12歳50m背泳ぎ19位 (32.65)　50mバタフライ26位 (30.67)　200m個人メドレー5位 (2:26.13)[27]
- 春JO　13～14歳100m背泳ぎ46位 (1:04.84)　200m背泳ぎ18位 (2:14.65)　200m個人メドレー13位 (2:19.54)[28]

彦根市立東中学校2年　2009年度
- 全国中学　200m個人メドレー11位 (2:20.73)[29]
- 夏JO　13～14歳100m背泳ぎ31位 (1:06.47)　200m個人メドレー7位 (2:21.94)[30]
- 春JO　13～14歳50m背泳ぎ13位 (29.55)　200m背泳ぎ16位 (2:14.96)　200m個人メドレー10位 (2:17.26)[31]

彦根市立東中学校3年　2010年度
- 日本選手権　200m個人メドレー28位 (2:19.52)[32]
- 全国中学　200m背泳ぎ2位 (2:14.66)　200m個人メドレー3位 (2:17.22)[33]
- 夏JO　13～14歳100m背泳ぎ3位 (1:03.77)　200m個人メドレー優勝 (2:17.72)　400m個人メドレー13位 (5:00.07)[34]

滋賀県立草津東高等学校1年　2011年度
- 国際大会選考会　200m個人メドレー25位 (2:19.49)[35]
- インハイ　200m背泳ぎ12位 (2:15.24)　200m個人メドレー19位 (2:19.33)[36]
- 夏JO　CS100m自由形32位 (58.54)　200m背泳ぎ14位 (2:16.24)[37]

滋賀県立草津東高等学校2年　2012年度
- 日本選手権　200m背泳ぎ21位 (2:15.03)　200m個人メドレー9位 (2:15.35)[38]
- インハイ　200m背泳ぎ13位 (2:15.34)　200m個人メドレー3位 (2:15.09)[39]
- 春JO　CS200m個人メドレー2位(2:10.48)　400m個人メドレー3位 (4:36.90)[40]

滋賀県立草津東高等学校3年　2013年度
- 日本選手権　200m個人メドレーB決勝2位 (2:16.36)　400m個人メドレー22位 (4:52.52)[41]
- インハイ　200m個人メドレー3位 (2:14.62)　400m個人メドレー5位 (4:48.93)[42]
- 夏JO　200m個人メドレー優勝 (2:13.65)　400m個人メドレー4位 (4:48.27)[43]
- 春JO　50mバタフライ4位 (27.37)　200m個人メドレー優勝 (2:11.08)　400m個人メドレー7位 (4:46.77)[44]

東洋大学1年　2014年度
- 日本選手権　200m個人メドレーB決勝2位 (2:16.06)　400m個人メドレー26位 (4:56.83)[45]
- インカレ　200m背泳ぎB決勝1位 (2:14.02)　200m個人メドレー5位 (2:15.87)[46]

東洋大学2年　2015年度
- 日本選手権　200m背泳ぎ27位 (2:21.25)　200m個人メドレー40位 (2:23.75)[47]
- インカレ　200m背泳ぎ32位 (2:19.63)　200m個人メドレー22位 (2:19.52)[48]

東洋大学3年　2016年度
- 日本選手権　200m背泳ぎ7位 (2:12.81)　200m個人メドレー5位 (2:12.12)　400m個人メドレー3位 (4:37.33)[49]
- インカレ　200m個人メドレー優勝・大会新 (2:10.31)　400m個人メドレー優勝 (4:39.48)[50]

東洋大学4年　2017年度
- 日本選手権　200m背泳ぎ3位 (2:10.39)　200m個人メドレー優勝 (2:09.96)　400m個人メドレー優勝・日本新 (4:31.42)[51]
- 世界選手権　200m個人メドレー2位・日本新 (2:07.91)　400m個人メドレー4位 (4:34.50)[52]
- ユニバーシアード　200m個人メドレー優勝 (2:10.03)　400m個人メドレー優勝 (4:34.40)[52]
- インカレ　200m個人メドレー優勝 (2:10.33)[53]　400m個人メドレー優勝・大会新 (4:36.48)[54]

2018年度
- 日本選手権　200m自由形2位 (1:57.97)　200m個人メドレー優勝 (2:08.92)　400m個人メドレー優勝・日本新 (4:30.82)[55]
- パンパシフィック選手権　200m個人メドレー優勝 (2:08.16)　400m個人メドレー優勝 (4:33.77)[52]
- アジア大会　200m個人メドレー2位 (2:08.88)　400m個人メドレー優勝  (4:34.58)[52]

2019年度
- 日本選手権　200mバタフライ2位 (2:07.57)　200m個人メドレー優勝 (2:09.27)　400m個人メドレー優勝 (4:33.02)[56]
- 世界選手権　200m個人メドレー決勝で失格　400m個人メドレー3位 (4:32.33)[52]

2021年度
- 日本選手権　200m個人メドレー2位 (2:09.67)　400m個人メドレー優勝 (4:35.14)[57]
- 東京オリンピック　200m個人メドレー優勝 (2:08.52)　400m個人メドレー優勝 (4:32.08)[52]

2022年度
- 日本選手権　200m個人メドレー優勝 (2:10.70)[58]
- 世界選手権　200m個人メドレー13位 (2:12.05)[59]　400m個人メドレー 5位 (4:37.99)[60]

## 受賞・栄典
- 2021年 - 紫綬褒章[61]、「フォーブス30アンダー30」（日本版）選出[62]、第35回中日体育賞。滋賀県民栄誉賞（2021年に創設され、大橋選手が一人目の受賞者となった）。